# Sikkerhedskopi
En sikkerhedskopi eller en backup er en kopi af data. Kopien er lavet med henblik på at genskabe data, hvis de originale data skulle gå tabt (fx dataforvanskning). I simple tilfælde, er det tilstrækkeligt, at kopiere de enkelte filer fra deres originale placering til et andet lagringsmedie.
Hvis der foregår løbende opdatering af de data, der skal sikkerhedskopieres, er det nødvendigt at blokere for opdateringer, så længe kopieringen står på. For at begrænse den tid, hvor opdateringer forhindres, laves kopieringen nogle gange i to trin. Først kopieres data til et hurtigt medie som for eksempel en harddisk. Bagefter kopieres data fra denne disk til det endelige medie.
Der er flere typer medier, der kan bruges til backup:
- CD-ROM: Fordelen er, at det er et billigt medie med hurtig læseadgang. Ulempen er især, at kapaciteten er lav.
- DVD: Der er større kapacitet end på en CD-ROM
- Bånd: Bånd har stor kapacitet og er billige i forhold til kapaciteten. På den anden side er båndstationerne ret dyre i anskaffelse.
- Online backup: Fordelen er, at sikkerhedskopien bliver lagret uden for huset. Dataene bliver krypteret og derefter overført via en krypteret tunnel over internettet, til et professionelt datacenter. Stor kapacitet og billig i drift. Kræver intet specielt hardware. Du bør sikre dig at data er tilstrækkeligt krypteret (448 bit er pt det højeste), samt at data er krypteret både under transport og lagring.

## Online backup
En online backup er en sikkerhedskopi som er lagret på en server som er tilgængelig via internettet. En online backup giver mulighed for at fortage sikkerhedskopiering og genskabning af data uden andet udstyr end en internetforbindelse. Fordelen ved en online backup er at beskyttelsen af sikkerhedskopien kan varetages af en ekstern leverandør, som kan garantere sikkerhedskopien opbevares forsvarlig, samtidig med at sikkerhedskopieringen gøres nemt at håndtere.
Online backup går også under navne som fjernbackup og remote-backup.

### Danske leverandører
Antallet af danske leverandører af online backups har været voksende, men er nu stagneret/fundet sit leje. Specielt fra år 2006 begyndte markedet nærmest at eksplodere og har været hjulpet på vej af, at mange webhoteller begyndte at udbyde servicen, som supplement til deres kerneområde, hosting af hjemmesider. Et anden forhold er udbredelsen af de hurtige internetforbindelser hvor der afregnes med en fast månedlig ydelse og hvor trafikken er ubegrænset. Dette er nærmest en forudsætning for udbredelsen af de online backupløsninger, idet al data flyttes via Internettet. Man skal undersøge markedet og sikre sig, at leverandøren virker seriøs og håndterer data på en ordentlig, kompetent og fortrolig måde.
| It | Spire Denne it-artikel er en spire som bør udbygges. Du er velkommen til at hjælpe Wikipedia ved at udvide den. |